# Повлачење партизана у Санџак 1941.
Повлачење партизана у Санџак 1941. се збило након слома устанка у Србији у зиму 1941. године.
Разбијени део партизанских снага из западне Србије повукао се у Санџак прихваћен од устаничких снага ове области, што је омогућило предах уморној групацији, реорганизацију јединица и анализу ситуације. На састанку Политбироа у Дренови, селу близу Пријепоља, 7. децембра 1941. године Тито је, под утиском тешког пораза у Србији, понудио своју оставку на положај врховног команданта, али она није прихваћена.
Партизанске снаге после напуштања Србије суочиле су се са још два тешка пораза у децембру 1941. године. Црногорски партизански одред за операције у Санџаку доживео је тежак пораз у нападу на Пљевља, које су браниле јединице дивизије „Пустериа“. Ова операција однела је неколико стотина мртвих и рањених. Два србијанска батаљона (Београдски и Таковски), са комбинованим санџачко-моравички батаљоном, претрпели су такође неуспех у покушају да освоје Сјеницу.
Нова ослобођена територија у Санџаку, са центром у Новој Вароши, била је привремени центар партизанског штаба. Нововарошки део Санџака могао је да послужи за одмор и реорганизацију исцрпљених јединица, али не и као трајни стратешки полигон. Тито је са Врховним штабом краће време остао у Санџаку, а затим се са Првом пролетерском бригадом, формираном у Рудом, пребацио у источну Босну.

## Позадина
У септембру 1941. године почела је Прва немачко-квислиншка офанзива у западној Србији и Шумадији, која је, с прекидима, трајала све до почетка децембра. У тој офанзиви је, поред квислиншких снага Недића и четника Драже Михаиловића, учествовало пет немачких дивизија са око 80.000 војника. Бројно и технички неупоредиво надмоћније, окупаторске и квислиншке снаге успеле су да потисну партизанске одреде и заузму велика теритрорију која је била ослобођена.
После офанзиве и напуштања слободне територије у западној Србији и Шумадији, главнине Ужичког, Чачанског, Првог и Другог шумадијског, Крагујевачког, Краљевског, Посавског, Поморавског и Копаоничког НОП одреда повукле су се у Санџак, а за њима је 1. децембра стигао и Врховни штаб. Ваљевски и Мачвански и делови Посавског, Космајског и Првог шумадијског НОП одреда нису успели да се повуку и остали су на свом терену. И у осталим крајевима западне Србије и Шумадије задржали су се мањи партизански делови.
У то време је територија Санџака била најпогоднија за реорганизовање и смештај партизанских јединица из Србије, а у оперативном погледу тренутно мање важан објекат за Немце од суседних области, поготово што је то била италијанска окупациона зона. Поред тога, из Санџака су партизански одреди могли вршити упаде у Србију да би поново разбуктали оружани устанак, најзад, то је био погодан терен и за дејства у правцу Босне и Херцеговине, па чак и ка Косову и Метохији. Одатле су се јединице из Србије најлакше и најбрже могле повезати са партизанским снагама у Црној Гори, где је оружана борба још била у замаху. Због свега тога је део Санџака између река Увца и Лима, а нарочито бивши Златарски срез, послужио као главна база за прихват, одмор и сређивање партизанских јединица из Србије.

## Намере НОВЈ
После доласка у Санџак, према плану Врховног штаба, пред те јединице постављени су следећи задаци:
- обезбедити смештај, исхрану, одећу, обућу и одмор бораца;
- реорганизовати их и учврстити;
- од дела ових снага и црногорских партизанских јединица формирати Прву пролетерску бригаду и с њом проширити дејства према источној Босни, а са осталим јединицама упадати у Србију.

На основу општег плана, још у току повлачења из Србије, руководству и јединицама су постављени задаци: да се на реци Увац бране прилазе Санџаку од упада немачких, четничких и недићевских снага из Србије; да заузму Нову Варош и створе нову слободну територију између Увца и Лима; да бране ову територију од евентуалног напада италијанских јединица од Прибоја и Пријепоља и да се осигурају од напада из Новог Пазара, Сјенице и Бијелог Поља.

## Ослобођење Нове Вароши
Стога је, већ 2. децембра, формиран комбиновани српско-санџачки батаљон чији је задатак био да ослободи Нову Варош. У његов састав су ушле Златиборска, Моравичка и Прва српска чета (формирана у Радојињи од омладинаца који су се повукли из Ужица и бораца Ужичког НОП одреда). Поред овог батаљона, за напад на Нову Варош ангажоване су Прибојска и Сјеничка партизанска чета. Напад је требало да се изврши у зору 4. децембра. Међутим, гарнизон италијанске дивизије „Венеција“ напустио је у току ноћи 3/4. децембра град и повукао се у Бистрицу. Слабија борба је вођена са заштитним деловима на Тикви и косама око комуникације. У напуштену Нову Варош партизанске јединице су ушле око подне 4. децембра 1941. године.
Ослобођењем Нове Вароши створена је већа слободна територија на којој је (углавном у Новој Вароши, Радојињи и Кокином Броду), под непосредним руководством Александра Ранковића и Лоле Рибара, извршена реорганизација партизанских јединица. Од Ужичког НОП одреда створена су два батаљона, од Чачанског један и од Другог шумадијског и Поморавског НОП одреда један батаљон. Врховни штаб је од чланова Главног штаба за Србију и Главног штаба за Санџак образовао Српско-санџачки штаб као привремено оперативно руководство србијанских и санџачких јединица на поменутој територији. За команданта је постављен Петар Стамболић, а седиште штаба налазило се у Кокином Броду. Реорганизоване јединице из Србије заузеле су положаје за одбрану слободне територије између река Лима и Увца.
Нова Варош се задржала као центар слободне територије све до почетка фебруара 1942, када је концентричним нападом италијанског окупатора, муслиманске милиције и других колаборационистичких снага угрожена партизанска територија између Лима и Увца.

## Напад на Сјеницу
Да би се проширила слободна територија и осигурала од напада немачких снага из Новог Пазара, 22. децембра је, без одобрења и знања Врховног штаба, извршен напад на Сјеницу, која је била важно место на правцу евентуалног продора немачких јединица. У то време у њој није било окупаторских јединица, већ је посаду чинила муслиманска фашистичка милиција. У нападу који је почео око 6 часова учествовали су Санџачко-моравички батаљон (Моравичка, Сјеничка и Прибојска чета), Чачански батаљон (Прва и Друга таковска и Пета љубићка чета) и Београдски батаљон Посавског НОП одреда.
Варош је практично заузета без борбе, али због слабо припремљене операције, лоше сарадње партизанских батаљона и превиђања расположења муслиманског становништва околних села, покушај освајања Сјенице претворио се у тежак пораз. Локалне вође Хасан Звиздић, Џемо Коничанин, хоџа Сулејман Пачариз и други сабрали су против партизана снаге из околине Сјенице и са Пештера из штавичког среза. Партизанске јединице су имале 52 погинула, 18 рањених и заробљених бораца.
После овог неуспелог напада оне су се повукле према селу Лопажима, док је Београдски батаљон упућен у састав Прве пролетерске бригаде.

## Формирање Прве пролетерске бригаде
Наредба ЦК КПЈ и Врховног штаба о формирању Прве пролетерске бригаде донета је 21. децембра 1941. на Стаљинов рођендан. Бригада је формирана као „1. пролетерска народноослободилачка ударна бригада" са циљем да се бори против окупатора за ослобођење народа Југославије и „свих народних издајица". Сачињавају је: Први и Други црногорски партизански батаљон, Крагујевачки, Краљевачки и Шумадијски батаљон.

## Покушај повратка у Србију
Поред напада на Сјеницу и других свакодневних борби дуж Увца с четничким и недићевским снагама, партизанске јединице су од 25. децембра 1941. до краја јануара 1942. године неколико пута упале преко реке Увца у Србију и успеле да пробију до Борове главе, Негбине, Љубиша и Мочиоца. У току ових продора оне су водиле честе борбе са четничко-недићевским снагама, а нарочито 6. и 7. јануара код Негбине, Љубиша и Високе и 16. јануара код Ојковице и Мочиоца. Циљ ових продора био је сузбијање четничко-недићевске офанзиве из Србије и повезивање са партизанским снагама које су се задржале у Србији. Али отпор јаких непријатељских снага, оштра зима с великим снегом који је ометао брзе покрете и маневар и физичка исцрпљеност бораца онемогућили су дубљи продор ових јединица, па је Српско-санџачки штаб донео одлуку да се врате у Санџак.
После повратка из Србије Први и Други. ужички, Чачански и Шумадијски батаљон остали су на положајима дуж реке Увца од Прибоја до Кладнице, бранећи Нову Варош и слободну територију између Увца и Лима.
Плашећи се упада партизанских снаге из Санџака у Србију, Недић је извршио припреме за напад на слободну територију, да би уништио партизане на тој територији и заузео Нову Варош. Планом је било предвиђено да с десне стране Увца нападају Пожешки и Ужички Недићев одред, са територије северно од Сјенице долином Увца - Јаворски четнички одред и четници Ђурђа Станојевића Смедеревца, из Сјенице и с Пештера муслиманска фашистичка милиција, а из Прибоја четници Вука Калајитовића. У долини Лима налазили су се делови италијанске дивизије „Венеција“. Напад је координиран с нападом црногорских четника Павла Ђуришића на партизанске снаге у бјелопољском срезу. Ђуришић је намеравао да избије у село Камену Гору и на реку Лим и на правцу партизанског повлачења створи против наших снага на десној обали Лима нови фронт.
Према тим непријатељским снагама партизанске јединице су се налазиле у следећем распореду: Први и Други ужички, Чачански и Шумадијски батаљон дуж леве обале Увца, од Кладнице (код Сјенице) до Рутоша (код Прибоја), док су Златарски батаљон и Милишевска чета држали положаје према Бистрици, Пријепољу и Сјеници.
Пре почетка општег напада, 1. фебруара 1942. године, четници и муслиманска фашистичка милиција из Сјенице, Халиловића и Мишевића извршили су напад у правцу Нове Вароши. Ради сузбијања напада, на овај правац су одмах упућени Први ужички и Златарски батаљон с Милишевском четом. Они су успели 3. фебруара да одбаце непријатеља и принуде га на повлачење ка Сјеници. Тиме је привремено отклоњена опасност од бочног напада на главнину партизанских снага. Општи напад непријатеља отпочео је 5. фебруара око 4 часа. Прешавши реку Увац између Прибоја и Кладнице, непријатељ је извршио напад на Чачански, Други ужички и Шумадијски батаљон и принудио их на повлачење према Новој Вароши. Истовремено су Италијани, јачине једног батаљона, кренули из Пријепоља ка Новој Вароши - једном колоном преко Бистрице, а другом преко Косталице. Тиме је била угрожена Нова Варош. Да би сачувао своје снаге од непотребног губитка, Српско-санџачки штаб је 5. фебруара предвече с јединицама напустио Нову Варош и у току ноћи се пребацио на Златар, где су 6. фебруара биле концентрисане све партизанске јединице.

## Повлачење партизана
Пошто је дошао до закључка да Златар зими не може послужити као сигурна партизанска база, тим пре што је непријатељ држао Нову Варош и села око Златара, Српско-санџачки штаб је донео одлуку да напусти територију између Увца и Лима и да се пребаци у Камену Гору. Покрет са Златара отпочео је 6. фебруара по подне по великом снегу и хладноћи од минус 25 степени. После мањих борби са четницима код Косатице 7. фебруара изјутра партизанске јединице су прешле комуникацију Пријепоље - Сјеница и избиле на Лим код Диваца и Лучице.
Услед близине италијанског гарнизона у Пријепољу и јаких снага муслиманске милиције на левој обали реке Лима, као и због повлачења великог броја рањеника и болесника из Нове Вароши који су отежавали кретање борбених јединица, Српско-санџачки штаб је одлучио да се прелаз преко Лима изврши следеће ноћи. Током дана, пошто су били обавештени о доласку партизанских јединица у Дивце, Италијани су из Пријепоља упутили слабе снаге друмом ка Бродареву и на Кошевину. Са њима, муслиманском милицијом из Комарана и четницима вођена је преко целог дана борба, а у току ноћи 7/8. фебруара све партизанске јединице су прегазиле Лим и, преко Жупе, где су преданиле, избиле 9. фебрара у рејон Камене Горе и повезале се са партизанским јединицам у западном делу Санџака. Тиме су извршиле успешан марш-маневар уз мање борбе и губитке избегле удар јаке и добро припремљене непријатељске офанзиве.
Прелазак преко Лима и маневар преко Златара повољно је оценио и Врховни штаб. У писму упућеном делегату Врховног штаба који се налазио са овим партизанским јединицама врховни командант Тито је, поред осталог писао:
“Честитамо на врло успјешном покрету под тако тешким условима. Тај покрет скоро се може упоредити са маршом пролетерске бригаде: Вареш - пробијање кроз непријатељске линије код Рајловца - Сарајевско поље - Бјелашница - Трново.“
Посебном наредбом у „Билтену Врховног штаба“ број 14-15 Тито је похвалио борце и руководиоце ових јединица. Наредба гласи:
“Изржавам наше признање и похвалу Српско-санџачком штабу који је својим умјешним маневром успео не само да избјегне опкољавање партизанских јединица и да их пребаци преко Лима, него је успело и да спасе болницу, као и неборачко становништво које је морало да напусти своје домове. Нарочито изражавам своје признање и похвалу свима борцима ових партизанских јединица, које су у борби, при прелазу - газећи реку Лим, показали велико јунаштво и самопрекор.“

## Чишћење партизанских редова
У околини Камене Горе партизанске јединице су се задржалале десетак дана. Ту је, по наређењу Милована Ђиласа, делегата Врховног штаба, који се налазио са овом групом србијанских партизанских батаљона, донета одлука да се јединице очисте од свих колебљиваца и болешљивих бораца.
На основу ове одлуке, око 250 бораца је отпуштено из јединица, а нарочито оних бораца које су се у Новој Вароши налазили у партизанској чети "Максим Горки". Ови борци су се, у мањим групама или појединачно сами и без оружја, пробијали према Фочи и Чајничу, преко несигурне територије западног дела Санџака, којом су крстариле четничке и друге разбојничке и пљачкашке банде. На том путу неки од њих су ухваћени, опљачкани и на свиреп начин убијени.
Са одлуком Милована Ђиласа није се сагласио Врховни штаб. Врховни командант Тито, чим је сазнао каква је крупна грешка учињена према болесним и изнемоглим борцима у Каменој Гори, је упутио писмо Ђиласу и оштро критиковао овакав његов поступак. Тито је, 18. фебруара 1942. године поред осталог, писао:
“Сматрамо да сте неправилно и неправедно поступили са људством које сте отпуштали да лута. Тако неорганизоване отпуштене скупине панику изазивају у позадини и наносе нам штету у политичком погледу… То је људство прошло кроз велике борбе, кроз велика искушења и остало вјерно, дало се на велики и далеки пут.“
Тито је наредио да се све ово људство прикупи, а појединцима да се доделе задаци које могу да извршавају.

## Последице
За време боравка у Каменој Гори укинут је Српско-санџачки штаб, а партизанске јединице су се организационо и политички учврстиле и мало одмориле, припремавши се за улазак у Другу пролетерску бригаду. Затим су извршиле марш и, уз борбе са Италијанима и четницима код Крњаче, Бучја и близу Бољаница пребациле у Чајниче.